# باد بایرزوین
باد بایرزوین (به آلمانی: Bad Bayersoien) یک شهر در آلمان است که در بایرن واقع شده‌است.

## خصوصیات
باد بایرزوین ۱۷٫۶۵ کیلومترمربع مساحت دارد ۸۱۲ متر بالاتر از سطح دریا واقع شده‌است.

## نگارخانه

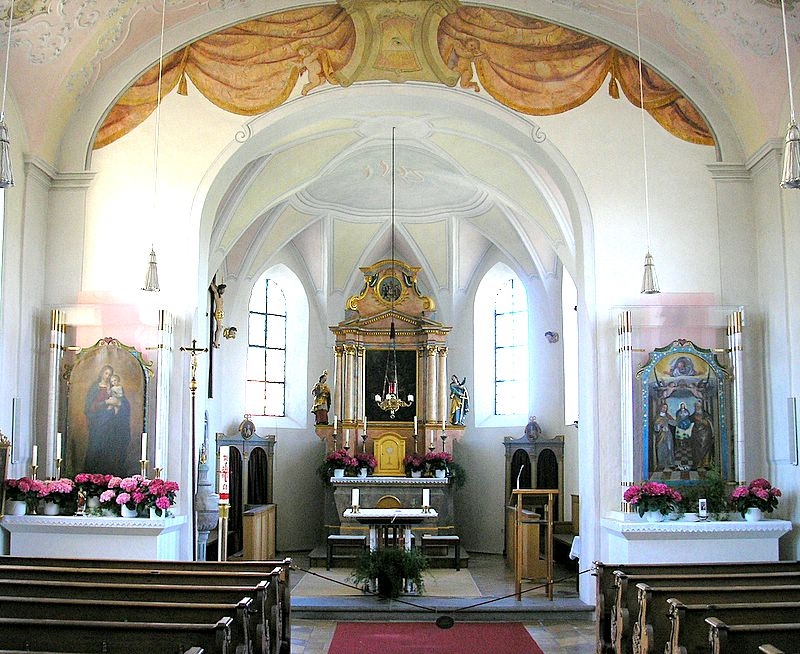
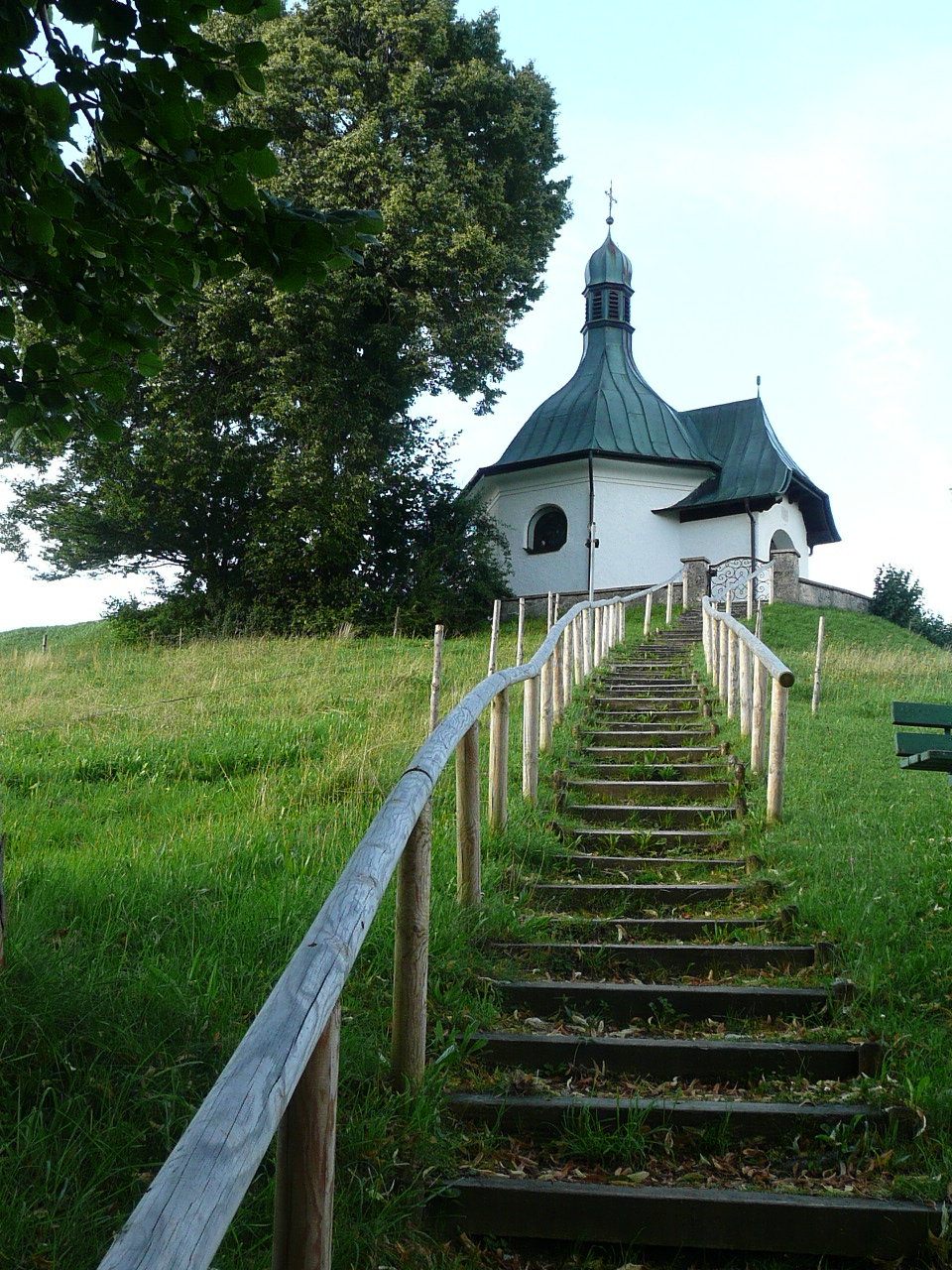
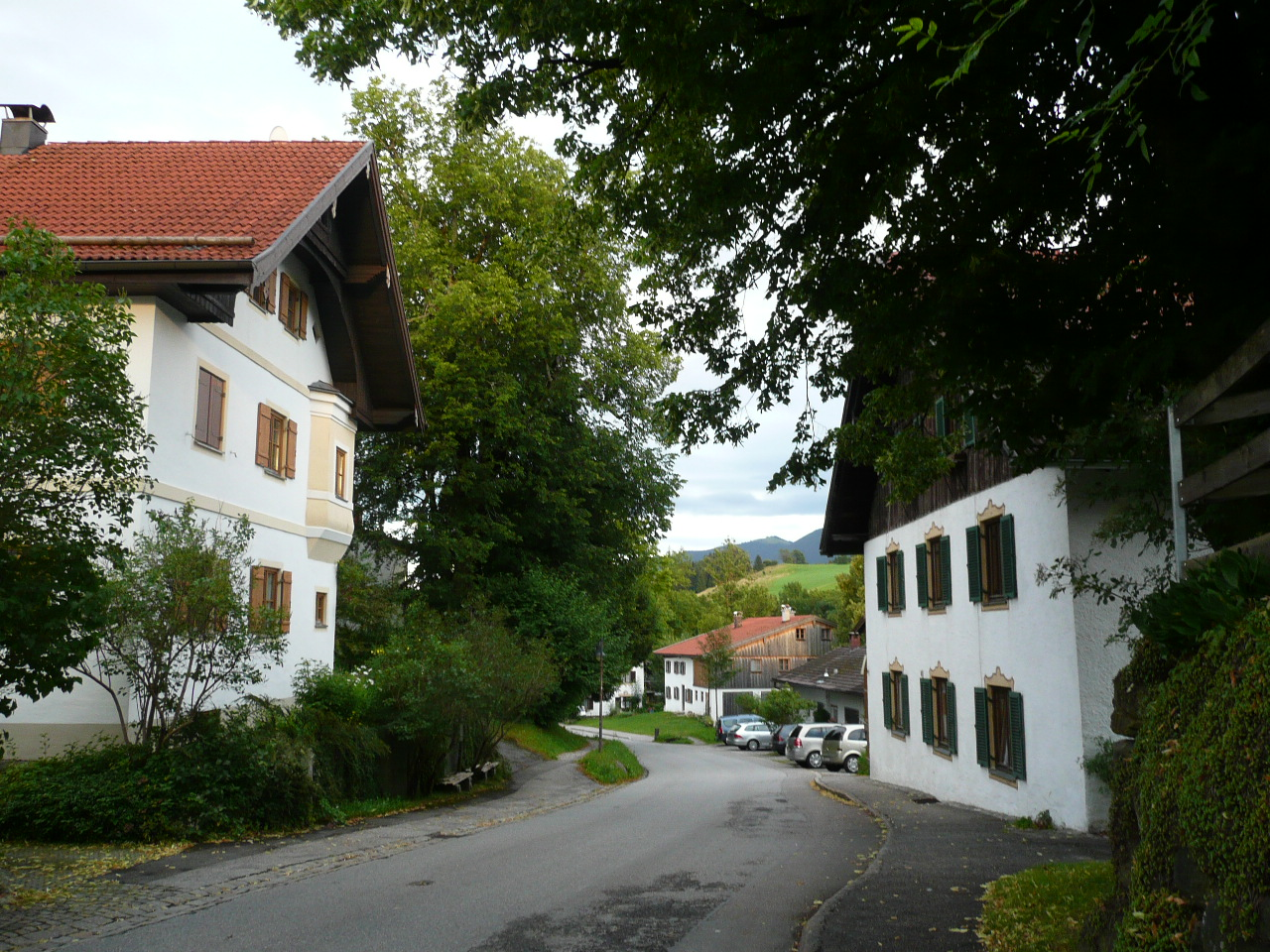